# Ferrosur Roca

ferrosur roca logo

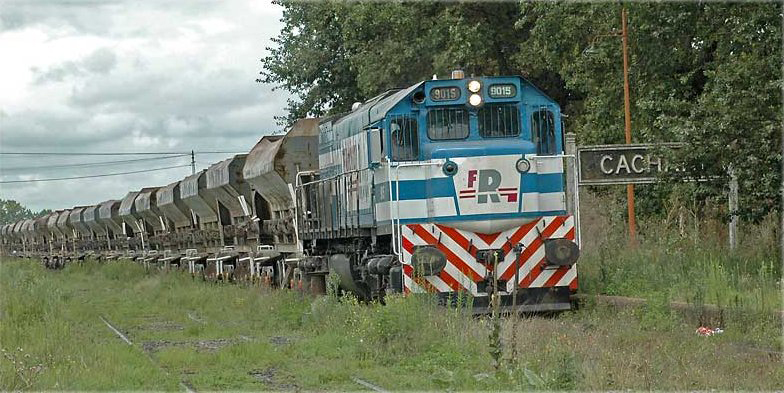
Cargueiro de Ferro Sur Roca

Ferrosur Roca S.A. é uma empresa privada argentina do setor ferroviário que possui a concessão sobre a operação e manutenção dos trens de carga sobre o Ferrocarril General Roca desde dezembro de 1992.

## Rede operada
Possui uma rede de 3145 km de vias em bitola 1,676 m, dos quais 2628 km são operacioanis e 517 km estão em desuso.
A rede ferroviária do Ferrosur Roca possui conexão com a rede das empresasFerroexpreso Pampeano, Nuevo Central Argentino e América Latina Logística; além disso tem acesso aos terminais portuários de Buenos Aires, Dock Sud, La Plata, Campana, San Nicolás, Puerto de Rosario, Bahía Blanca e Quequen.  

## Material rodante
Segundo a Segundo dados da Comisión Nacional de Regulación del Transporte o material rodante da empresa no ano 2000 era composto de 55 locomotivas, 4 gruas e 2 guindastes; porém apenas 31 locomotivas de carga e 15 de maniobras estão em estado operacional
Em 2007 Ferrosur Roca importou dos Estados Unidos Estados Unidos duas locomotivas novas E-2300 CW da empresa National Railway Equipment Company.
A frota de vagões chega a 4600 unidades de vários tipos, segundo o censo da Comisión Nacional de Regulación del Transporte; porém a companhia admite que somente 2500 vagões estão sendo utilizados.

## Acionistas
A composição acionária do Ferro Sur Roca é formada por: Cofesur (80%), Estado Nacional Argentino (16%) e os 4% restantes dos funcionários da própria empresa.